# Fudbalski Klub Rabotnički
Il Fudbalski Klub Rabotnički è una società calcistica macedone con sede nella capitale Skopje. Fondato nel 1937, milita nella Prva liga, la massima serie del campionato macedone di calcio.

## Palmarès

### Competizioni nazionali
- Campionato macedone: 4

2004-2005, 2005-2006, 2007-2008, 2013-2014
- Coppa di Macedonia: 4

2007-2008, 2008-2009, 2013-2014, 2014-2015

### Altri piazzamenti
- 2. Savezna liga:

Secondo posto: 1951
- Campionato macedone:

Secondo posto: 2006-2007, 2009-2010, 2014-2015
Terzo posto: 1999-2000, 2016-2017, 2017-2018, 2024-2025
- Coppa di Macedonia:

Finalista: 2009-2010, 2011-2012, 2015-2016
Semifinalista: 1999-2000, 2003-2004
- Supercoppa di Macedonia:

Finalista: 2015

## Organico

### Rosa 2020-2021
Aggiornata al 2 febbraio 2021.
| N. |                               | Ruolo | Calciatore         |
| -- | ----------------------------- | ----- | ------------------ |
| 4  | Macedonia del Nord (bandiera) | D     | Fisnik Zuka        |
| 5  | Burkina Faso (bandiera)       | D     | Yannick Dao        |
| 6  | Serbia (bandiera)             | D     | Draško Đorđević    |
| 7  | Macedonia del Nord (bandiera) | C     | Petar Petkovski    |
| 8  | Macedonia del Nord (bandiera) | C     | Muarem Muarem      |
| 9  | Macedonia del Nord (bandiera) | A     | Fahrudin Đurđević  |
| 10 | Macedonia del Nord (bandiera) | C     | Dimitar Todorovski |
| 11 | Macedonia del Nord (bandiera) | D     | Goran Siljanovski  |
| 14 | Macedonia del Nord (bandiera) | C     | Dragan Stojkov     |
| 16 | Macedonia del Nord (bandiera) | D     | Hristijan Pecov    |

| N. |                               | Ruolo | Calciatore          |
| -- | ----------------------------- | ----- | ------------------- |
| 18 | Macedonia del Nord (bandiera) | C     | Milosh Tosheski     |
| 20 | Macedonia del Nord (bandiera) | C     | Nikolche Sharkoski  |
| 21 | Serbia (bandiera)             | C     | Luka Čumić          |
| 23 | Macedonia del Nord (bandiera) | C     | Kristijan Stojkoski |
| 26 | Macedonia del Nord (bandiera) | A     | Metodi Maksimov     |
| 27 | Macedonia del Nord (bandiera) | C     | Luka Stankovski     |
| 29 | Macedonia del Nord (bandiera) | P     | Risto Jankov        |
| 45 | Macedonia del Nord (bandiera) | C     | Stefan Jevtoski     |
| 55 | Serbia (bandiera)             | D     | Branislav Trajković |
| 77 | Macedonia del Nord (bandiera) | P     | Filip Lazarevski    |

## Staff tecnico
- Allenatore:  Aleksandar Vlaho
- Vice-Allenatore:  Tomislav Franc
- Team Manager:  Pavel Nedelkovski
- Preparatore dei portieri: ?
- Preparatore atletico: ?
- Medico sociale: ?

### Risultati per competizione
| Competizione          | GP | V  | N  | S  | GF | GS |
| --------------------- | -- | -- | -- | -- | -- | -- |
| UEFA Champions League | 14 | 5  | 5  | 4  | 14 | 10 |
| UEFA Europa League    | 25 | 12 | 4  | 9  | 42 | 30 |
| Coppa UEFA            | 10 | 3  | 2  | 5  | 9  | 16 |
| Totale                | 49 | 20 | 11 | 18 | 65 | 56 |